# リーマンギャンブラーマウス
『リーマンギャンブラーマウス』は、高橋のぼるによる青年漫画作品。『モーニング』で断続的に掲載されていた。
現在、講談社の有料電子書籍配信サイト『男ディズム』（以前は、無料ウェブコミック配信サイト『MiChao!』）にて続編の『リーマンギャンブラーマウス2』が連載中。

## 概説
主人公は、昼はサラリーマンだが、夜は違法な賭博に熱中している。

## 作中でのギャンブルのルール
第一章 カワーダイス
正20面体のサイコロを使用する2人用ゲーム。プレイ感覚としてはロシアンルーレットに似ている所がある。
まず、参加料として両者1000円ずつ出し、番が回ってきた人は「今、場に出ている金額の合計」以上を出した上で（出せなければギブアップとなりその場で負け）今出ている目に対して次の目が大きいか小さいかを宣言しサイコロを振る。予想を外すか、さっきと同じ目を出すと負けで、当たればその目に関係なく継続。相手が振る番となる。どちらかが外すか、ギブアップするまで継続する。
また、このカワーダイスには「裏バージョン」もある。やり方は、まず「人間価格鑑定システム」で参加者を査定し、最初の所持金を決める。（同時にこれは、負けた場合に背負わされる借金の額でもある。）
所持金の多い方がサイコロを振る役目で両者とも大きいか小さいかを宣言した上で賭け金を決める。当たりなら賭け金が2倍に増え、ハズレなら没収。もし、前回と同じ目なら両者とも没収。1投を1ラウンドとして5ラウンド行い、最終的な所持金の多い方の勝ち。負けた者は残金に関係なく、鑑定システムが出した金額分の借金を背負う事になる。
第二章 ティアードロップ
10面体のサイコロを合計14個使用して行う2人用変則ポーカー。まず、参加料として1万円ずつ場に出す。次に両者7個ずつサイコロを振り、1度だけその中から最低2個以上を振り直す。手持ちの目は隠せるのに対し、振り直したサイコロは場に晒すことになる。その後、先に振り直した方から「レイズ」（賭け金増額）「コール」（その賭け金で承諾）「フォルド」（降りる）のいずれかを宣言していく。コールされたら手をオープンして決着。
最も強い役は7個とも同じ目の「セブンティアー」。以下、揃った個数で「シックス」「ファイブ」「フォー」「スリー」「ツー」と下がっていく。同じ個数ならより大きい目の方が勝ち。7個とも違う目なら「デッド」といって役無しになる。ただし、同じ目が2組以上できてしまった場合は「バースト」といってデッドよりも下になる。もし、両者ともバーストなら1個だけの目を除外し、残った目の合計が少ない方の勝ち。ただし、ティアーであれ、バーストであれ、同点の場合はコールした方の負け。（デッド同士の場合は描写されていないが、おそらくコールした方の負けとみなされる）
第三章 ワイドクワトロ
正4面体のサイコロ1個を使用し、出目を当てる。サイコロの目は通常ではなく、「123」「124」「134」「234」が記されている。カップはサイコロを投入すると平らな面が上に来るように、受け皿にさかさまの三角錐形の穴が掘られている。コールは6通り「1-2」「1-3」「1-4」「2-3」「2-4」「3-4」となる。4人まで参加できる。麻雀同様「E（東）S（南）W（西）N（北）という席順」と「親」があり、親から順にコールしていくが、先にコールされた組み合わせは選べない。出た目の中にコールした数字が2つとも入っていれば当たり、1つしか入っていない場合は負け。負けの場合、当たった1つの数字を除いた残り2つの数字の合計×1万円を払う。親は勝ちも負けも倍になる。親の予想が外れると親流れだが、全員外れの時のみ流れない。もし親が3回続いたらその次からはデッドラインとなり、負けた場合の計算方法が「残った2つの数字で小さい方が十の位、大きい方が一の位の2桁の数字×1万円」になる。
第四章 競鼠
旧七帝大（北海道・東北・東京・名古屋・京都・大阪・九州）の医学部と理学部が自ら鍛え上げたハツカネズミを持ち寄って行う鼠版の競馬。控除率は売上金の25％で、主催者である白鼠薬品に入る。勝鼠投票券（通称「鼠券」）は1000円単位で購入できる。1回のレースには7匹の鼠が出走する。5回出走して1度も2着までに入れなければ解剖室送りになる。レースはいろいろな種類が用意されている。「基本レース」チーズを追いながら1周10メートルのダートトラックを3周する。「デスレース」金網に囲まれた中で、獰猛な猫に追われながら1周10メートルのトラックを6周してゴールに逃げ込む。「オリーブオイルレース」オイルを塗った滑り台を上って頂上にあるオリーブの実を食べたらゴール。このレースは単勝のみ発売。ちなみにコースアウトすると針山に落下する。また、ハツカネズミのレース以外にも、7種類のハムスターが迷路から脱出するまでのタイムを競う「迷路ジャパンカップ」というものもある。

## 登場人物
篁 忠則（たかむら ただのり）
通称"マウス"。サラリーマン。
亜希子（あきこ）
篁の妻。
インドまぐろ子（インドまぐろこ）
借金のカタに人間テーブルをしていたところをマウスに助けられる。